# Harvestor

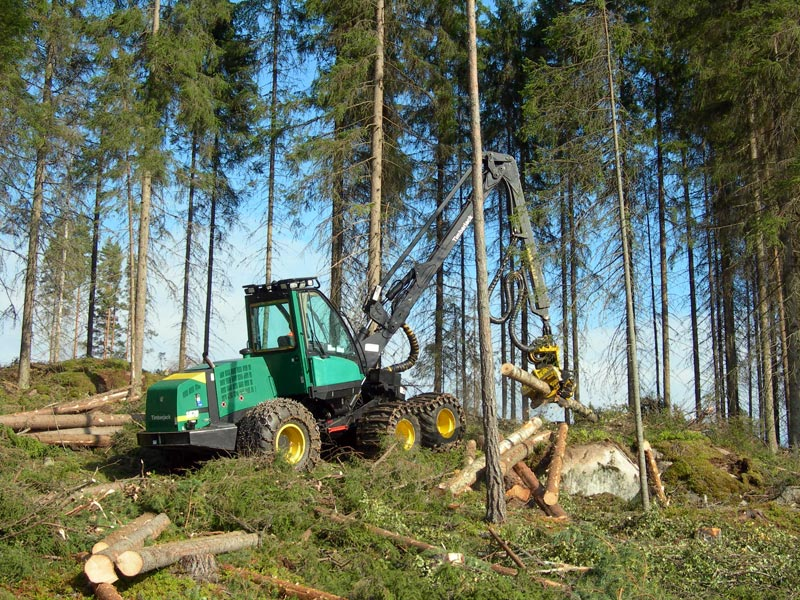
Harvester Timberjack 1070 D

Harvestor je víceoperační stroj, který při těžbě dříví kácí, odvětvuje, rozřezává a ukládá strom v jednom cyklu. Jednotlivé výřezy zůstávají v porostu v neurovnaných, či urovnaných hráních. Celkový cyklus je plně mechanizovaný a automatizovaný. Harvestory se dělí do tří tříd podle výkonu, hmotnosti a dosahu výložníku jeřábu. V současné době se nejvíce prosazuje střední třída pro možnost jejího nasazení jak v probírkách, tak v mýtní těžbě.

## Konstrukční prvky harvestoru
- Kabina tvoří pracovní prostředí operátora, je umístěna za ramenem výložníku a zajišťuje optimální výhled. Je ochranou pracovníka před nebezpečím.

- Hydraulický jeřáb nese těžební hlavici a vykovává všechny potřebné operace při kácení stromu, manipulaci s kmenem a ukládání sortimentů. Jeřáby jsou montovány na střeše kabiny (Valmet, Ponsse) před operátorovou (John Deere, Ponsse), nebo za operátorovou kabinou. Podle konstrukce lze jeřáby rozdělit na: výkyvné (jeřáb s hlavní výložníkem, zlamovacím a teleskopickým ramenem nebo jen výložníkem se zlamovacím systémem), teleskopické (jeřáb s paralelně vedenými výložníkovými rameny), paralelní (jeřáb se zlamovacím a teleskopickým výložníkem).

- Těžební hlavice je adaptér s pracovními nástroji. Slouží k uchopení stromu, uříznutí, položení do pracovní polohy, odvětvení, zkrácení a uložení vyrobených sortimentů. Těžební hlavice může rotovat a být sklopena. Na začátku pracovního cyklu je nasazena vertikálně na strom, který uchopí odvětvovacími noži a podávacími válci. Strom je uříznut řetězovou pilou a vykloněn do směru kácení, přičemž operátor může kontrolovat směr pádu stromu a vyhnout se tak poškození nadějných stromů nebo nárostu. V horizontální poloze je strom přenášen ramenem hydraulického jeřábu a pohybem podávacích válců postupně protažen těžební hlavicí. Přitom je odvětvován noži, krácen řetězovou pilou a vyrobené sortimenty jsou ukládány vedle linky.

- Poháněny jsou naftovými motory. Pohon je od motoru na kola přenášen mechanicky, nebo z hydraulického čerpadla hydromotorem.

- Pojezdový systém podle druhu podvozku rozlišujeme harvestory na kolové, pásové a kráčející. Kolové harvestory mohou zvládnout terény po spádnici (podélný sklon) do sklonu 35 – 45 (50) % podle stavu povrchu, nad 45 % (až 65 %) přichází v úvahu kolopásová, pásová a kráčející varianta podvozku.[1] Moderní konstrukce dovolují u některých typů harvestorů naklánění (nivelování) kabiny do vodorovné polohy při práci ve svazích. Také kola podvozku se mohou svahu přizpůsobit. Tato technická řešení zvyšují příčnou stabilitu stroje (např. Rottne 5005). Podvozek těžebně-dopravních strojů je složen z přední a zadní části. Řízení je zlamovací pod úhlem 42 – 44°. Podvozek se uplatňuje ve variantě od 4 do 8 kol, nápravy jsou pevné nebo výkyvné tandemové (boogie). Na nápravách se používají široké nízkotlaké pneumatiky (flotační). Výhodami kolových podvozků jsou možnosti pohybu na veřejných komunikacích, rychlost pojezdu, nižší škody po přejezdu kořenů stromů a zavedenost. Nevýhodou oproti pásovým je větší tlak na půdu a menší svahová prostupnost. Pásové podvozky jsou vyžívány jen ve specifických případech, neboť jejich nevýhodou je poškozování povrchové vrstvy půdy „smykovým zatáčením“, omezená rychlost, nemožnost pohybu na veřejných komunikacích a častější poškození kořenů stromů při jejich přejezdu oproti kolovým podvozkům (hlavně kovové pásy mohou kořeny snadno odříznout).

- Měřící a řídící systém. Dnes již je většina harvestorů vybavena počítačem řízeným měřicím a vyhodnocovacím systémem. Ten vypočítává objemy vyrobených sortimentů dle druhu dřeviny, tloušťkové třídy a sortimentuje dle kvality. Tato data lze z harvestoru přenést k dalšímu zpracování počítačem. Měření délek se děje kontinuálně pomocí měřícího kolečka v těžební hlavici harvestoru s přesností jednoho centimetru. Měření průměrů kmene je prováděno potenciometry umístěnými v dolních odvětvovacích nožích nebo v podávacích válcích, a to v 10 cm intervalu. V kabině operátora je umístěn palubní počítač přijímající a zpracovávající data, ke kterému je připojena klávesnice, obrazovka (displej) a tiskárna.

## Srovnání s klasickou technologií
Úspora mzdových nákladů a s nimi spojených pracovních sil. V palubním počítači je registrovaná operátorem odvedená výkonnost (s ohledem k dřevině a vyráběným sortimentům), která usnadňuje kontrolu práce, její odměňování. Není nutné provádět měření objemu vyrobených sortimentů na odvozním místě.
Ergonomie a hygiena práce operátorů. Harvestorová technologie snižuje fyzickou náročnost práce a zvyšuje bezpečnost při nasazení v nepříznivých podmínkách (především klimatických). Pro tuto výhodu jsou stroje nasazovány i v kalamitních těžbách, ať již s předkacováním a odřezáváním stromů od pařezu (harvestor poté nahrazuje práci procesoru), nebo v celém kontinuálním výrobním procesu, včetně kácení resp. odřezávání.
Rychlá reakce na požadavky odběratele při sortimentaci. V palubním počítači jsou zadány parametry sortimentů a tím následné provádění automatického návrhu sortimentace zpracovávaného stromu. Tuto sortimentaci je možno provádět i mechanicky po rozhodnutí operátora. Software harvestoru umožňuje sortimentaci i na základě cenového matrixu, tzn. upřednostňuje výrobu sortimentů nejvíce finančně ohodnocovaných na trhu. Zachování čistoty dřevní suroviny pro další zpracování v dřevozpracujícím průmyslu. Omezením škod na lesních dřevinách je při většině zásahů dodržena „ekologická“ čistota práce (poškození stojících stromů pod 5 %).

## Historie harvestorové technologie a jejího použití v ČR

### I. generace
První generace těžebně dopravních systémů byla schopna zpracovávat pouze mýtní a nahodilé těžby většího rozsahu. Zde šlo především o rychlé nasazení na likvidaci imisemi poškozených porostů, při kterém se nehledělo kdy se práce provádí. Pracovalo se za jakýchkoliv půdních a klimatických podmínek pro dosažení maximální produktivity práce. Tyto stroje byly pro další zlepšení pojezdu z větší části vybaveny řetězy přes zadní boogie nápravu, které způsobovaly vznik ještě větších erozí, i když vykazovaly menší tlak na půdu. Právě z této doby přetrvává averze některých lesníků k těmto technologiím, protože stroje této generace vážily minimálně 22 tun, byly osazeny relativně úzkými pneumatikami, a při nevhodném nasazení značně poškozovaly jak porostní půdu, tak plochu vyvážecích linek.
V polovině 70. let se začaly objevovat těžké jednooperační stroje. Byly nasazovány především k likvidaci porostů poškozených imisemi v západních Čechách a v menší míře na severní Moravě. K prvním patřily procesory Logma v počtu asi 10 kusů. Technologie byla založena na metodě surových kmenů. Kácelo se především motomanuálně, procesor na pasece stromy odvětvoval a svazkoval. Kmeny byly vyváženy traktorem LKT 75 nebo Kockums 822. Navazovaly mohutné manipulační sklady schopné pojmout a zpracovávat statisíce kubíků dříví ročně. Tato technologie byla zaměřena především na produktivitu práce. V roce 1978 nastupuje nová technologie. Byly dovezeny první harvestory zastoupené typy Volvo BM a ÖSA. Na vyvážecí soupravu Volvo BM 971, původně určenou k vyvážení dříví byla namontována nástavba a vznikl tak harvestor Volvo BM 900. Pracoval společně s vyvážecí soupravou Volvo BM 971.
V roce 1978 k nám na trh vstoupila firma ÖSA s harvestorem ÖSA 705/270. Jeho základem už nebyl podvozek vyvážecí soupravy. Měl speciální podvozek ovládaný hydraulickými válci a díky němu mohl pracovat i ve svažitých terénech. Tento typ však neměl životnost jako Volvo. Pracoval společně s vyvážecí soupravou ÖSA 260. Novější generace strojů začala používat metodu celých stromů. Na vyvážecí soupravu ÖSA 260 se svěrným oplenem byl namontován hydraulický manipulátor s kácecí hlavicí. Strom byl pokácen a i s větvemi vložen do svěrného oplenu. Následně byl přiblížen na manipulační místo kde procesor Steyr KP 40 nebo méně často LKT a OVP 1 provedl odvětvení nebo případně i manipulaci.
Samostatnou linií, dnes již překonanou byly na počátku 80. let jednoúčelové kácecí stroje ÖSA 670 a Kockums 880. Ty pouze kácely stromy, s tím, že stromy nepokládaly, ale vynášely z porostu a pokládaly na vyvážecí linku. Zajímavé na nich bylo (kromě velké produktivity), že byly schopny práce v porostech s přirozeným zmlazením, aniž by jej poškodily.

### II. generace
Druhá generace TDS je určen pro mladé porosty do 40 let, na předmýtní těžbu, nahodilou těžbu a některé typy i na mýtní těžbu. Technologie je založena na pojezdu všech strojů po vyvážecích linkách, které jsou základní podmínkou pro jejich nasazení. Technické – konstrukční řešení těchto strojů se podstatně liší především jejich hmotností, která nepřekračuje 13 tun, dále nově řešeným pojezdovým ústrojím (více náprav, speciální pneumatiky) a novým řešením hydraulického manipulátoru a kácecí hlavice. Existuje již řada argumentů, které hovoří pro nasazení těchto nových strojů a technologií v našich podmínkách.
V roce 1987 se ve světě objevily první jednoúchopové harvestory vyvinuté za účelem provádění výchovných zásahů v mladých a předmětních porostech. Druhá generace se vyznačuje tím, že pracovní orgán – kácecí hlavice je namontován na konci hydraulického manipulátoru. Stroj je schopen na jedno uchopení strom pokácet, odvětvit a rozmanipulovat na požadovanou délku. U nás se první objevily v roce 1988 harvestory ÖSA 250 Eva a FMG 0470. Technologii doplňovaly vyvážecí soupravy Norcar 490. Tyto stroje byly používány výhradně v probírkách.